# Цзюлунгоу (Сичуань)
Цзюлунгоу (кит.: 九龙沟, піньінь: Jiǔlóng gōu) — долина в китайській провінції Сичуань. Як національний парк (разом з горою Цзігуань) входить до резерватів великої панди, які занесені до Світової спадщини ЮНЕСКО. Назва перекладається «Долина дев'яти драконів». Не слід плутати з парком Цзюлунгоу з провінції Хебей.

## Опис
Загальна площа 175 км2. Розташована на відстані 38 км від м. Чунчжоу, 76 км — від м.Ченду провінції Сичуань. Неподалік від долини височить гора Цзігуань. Назва походить від давнього міфу, за яким 9 драконів зібралися у долині, які потім перетворилися на великі валуни та піки.
Особливий пейзаж склався завдяки утворенню розлому, відомого як Лунменьшань. Нижня точка знаходиться на висоті 700 м над рівнем моря, вища тягнеться до гри Цзігуань. Великий каньйон ділить долину на дві частини, а великий західний пагорб утворює третю. Переважає тут помірний клімат, середньорічні температури у верхній частині долини становлять 10-12 °C. На території також є невеличкі річки та струмки, частину становить кам'янистий пейзаж та водоспади — «Коулун», «Лунсяо», «Лунцюань», «Лунмень», «Бі лунтань», «Ю лунчі». Найбільший з них становить 100 м заввишки і 10 м завширшки.
Значна частина долини зайнята бамбуковими гаями, що оточують місто Чунчжоу. Окрім гаїв, тут поширенні широкостистяні та змішані ліси. З рослин цікавими є рододендрони, що займають значні площі, альпійські алиці. В межах заповідника мешкають рідкісні тварини, зокрема велика панда, золотиста кирпоноса мавпа, антилопи.
Серед лісових хащ збереглися старовинні храми — Коулун і Дамін. Перший зведено в часи імператора Чжу Юаньчжана, другий у 605 році, реконструйовано за дорученням імператора Кансі у 1670 році, .

## Історія
У 1982 році за рішенням Державної ради КНР на території долини Цзюлунгоу та гори Цзігуань було утворено національний парк. На території у 32 2 проводяться дослідницькі роботи китайськими біологами. Останній у 2006 році увійшов до переліку Світової спадщини ЮНЕСКО. Надано категорію AAA за Рейтингом туристичних визначних пам'яток.